# Örebroutställningen 1928

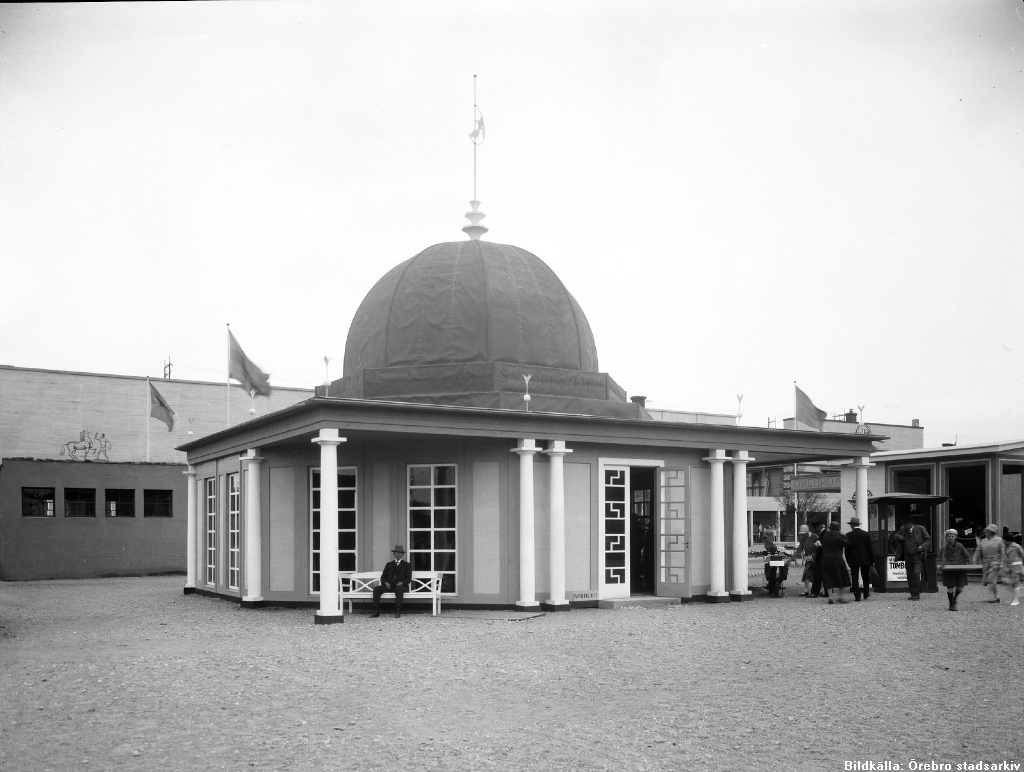
En av utställningshallarna på Örebroutställningen 1928.

Örebroutställningen 1928, även kallad 1928 års industriutställning och lantbruksmöte i Örebro, hölls på Västra Mark-området. Utställningen öppnades den 21 juni och avslutades den 29 juli.
Anledningen till mötet var att Örebro hushållningssällskap firade 125-årsjubileum, samtidigt som Hantverksföreningen firade 80-årsjubileum. Syftet var att visa vad staden och länet hade att uppvisa på industrins, hantverkets och lantbrukets domäner.
Länets landshövding, Henning Elmquist var den drivande kraften bakom projektet. Prins Eugen, hertig av Närke, hade åtagit sig att vara hedersordförande. Joel Lundeqvist var utställningens arkitekt.
Platsen för utställningen var vald eftersom Svea trängkår (T 1) tre år tidigare hade lämnat Västra Mark-området, och kasernerna och exercisfälten stod tomma. De var en lämplig plats för utställningen. Redan den första dagen anlände kung Gustaf V med extratåg för att inviga utställningen. Närvarande var förstås även Prins Eugen och en mängd andra höga herrar i uppvaktningen. Efter att ha besökt Livregementets grenadjärer  (I 3) intogs lunch på Örebro slott. Tidigt på eftermiddagen invigdes utställningen av majestätet.
Förutom själva utställningsaktiviteterna, där ett stort antal av länets företagare deltog, fanns även skilda nöjesaktiviteter, inklusive ett stort nöjesfält, två restauranger och uppträdanden av kända artister. Stora scenen gästades bl.a. av Ernst Rolf, Eric Gustafson, Tutta Rolf, Katie Rolfsen och Einar Fagstad.

## Bilder från utställningen

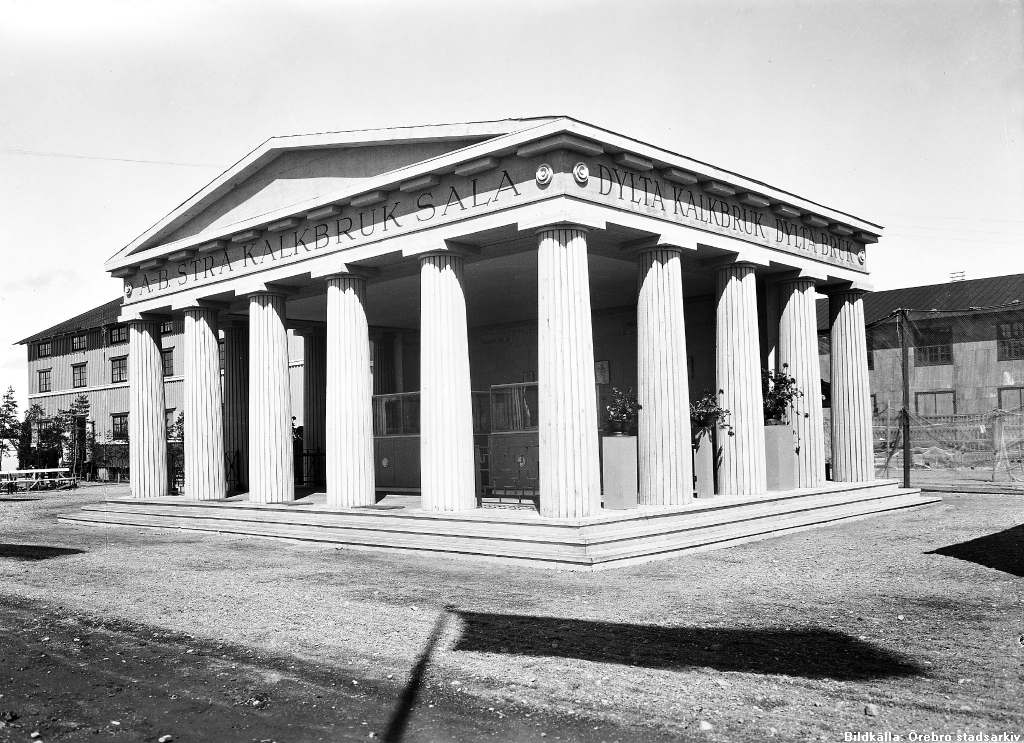
AB Strå Kalkbruk, utställningshall
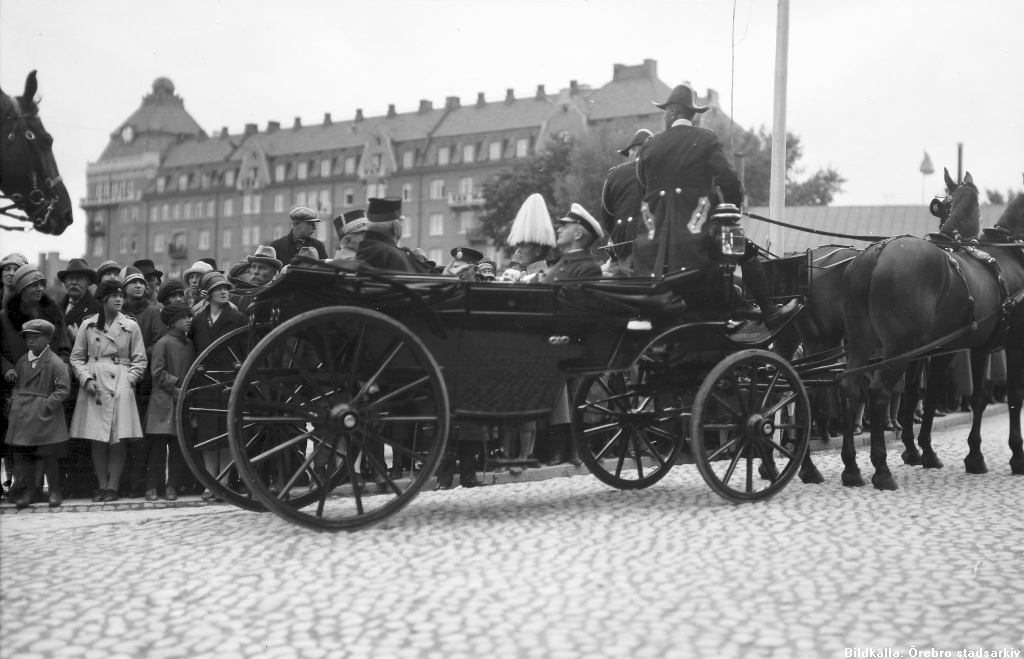
Gustaf V lämnar Örebro slott
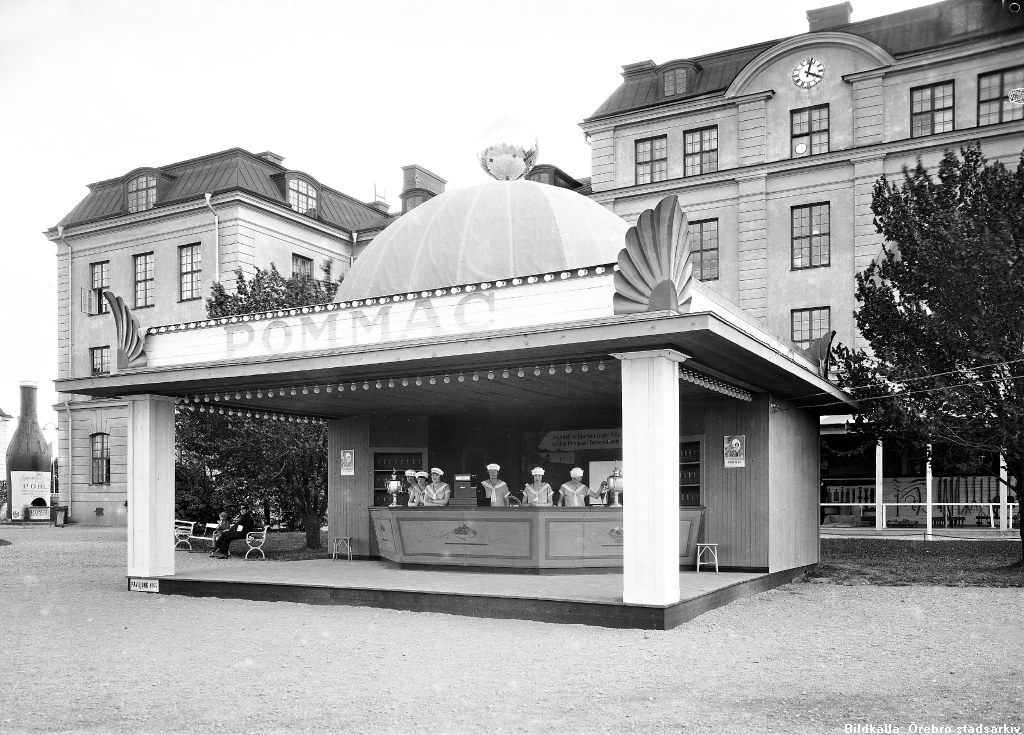
Pommacutställning
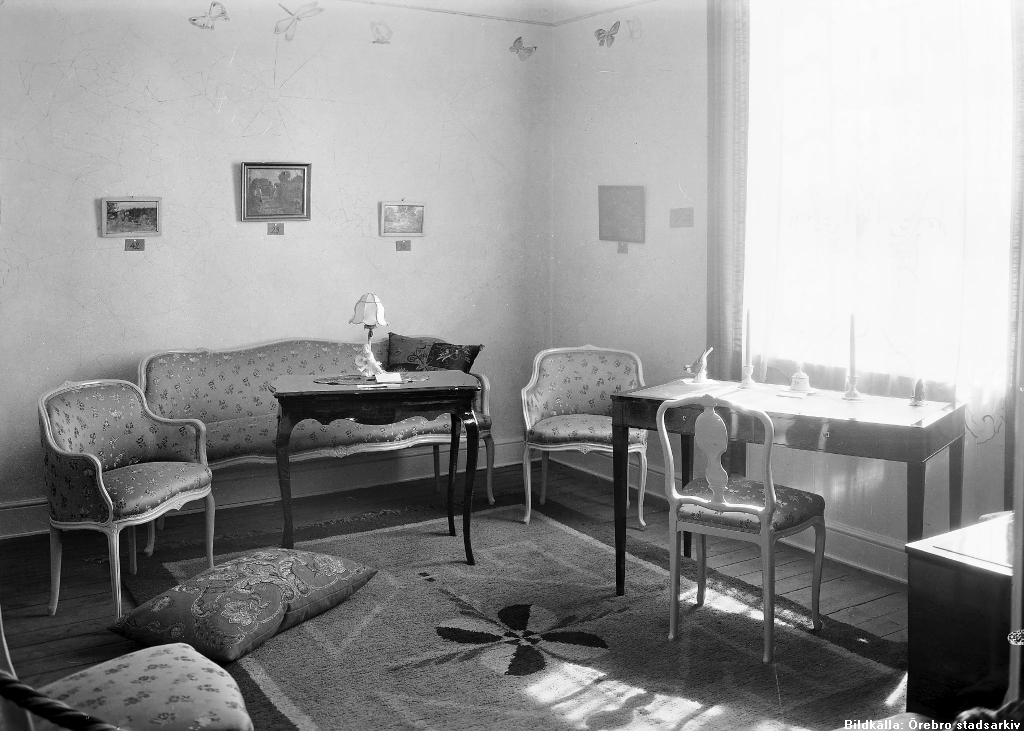
K.E. Petterssons möbler
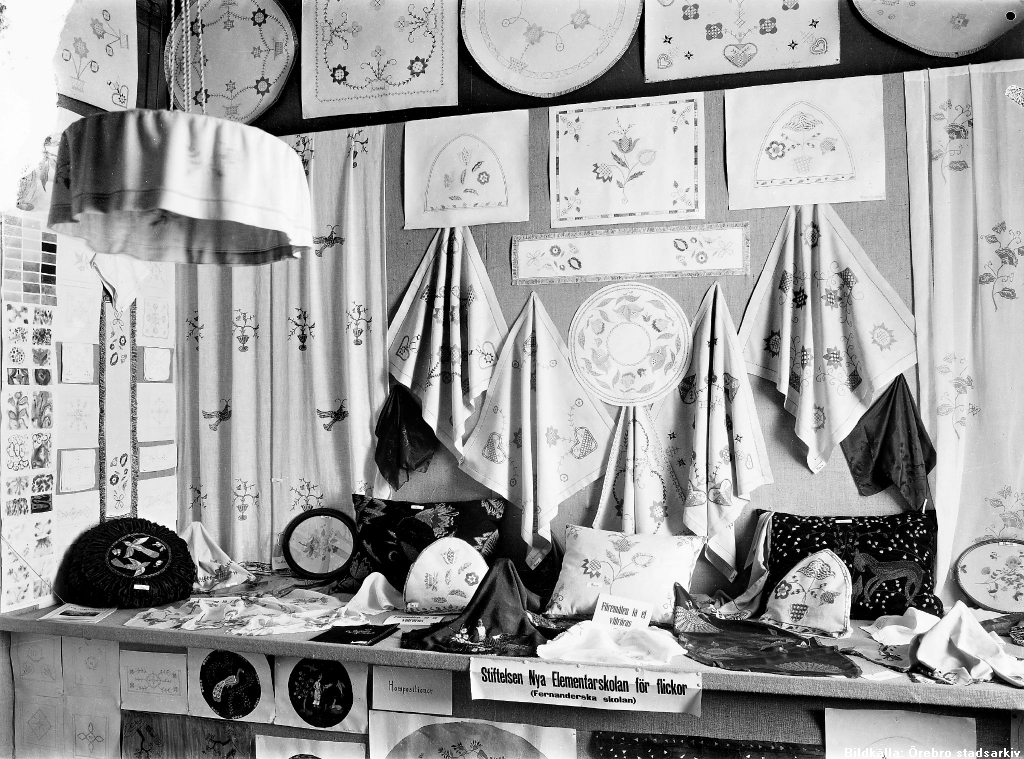
Nya Elementarskolan för flickor
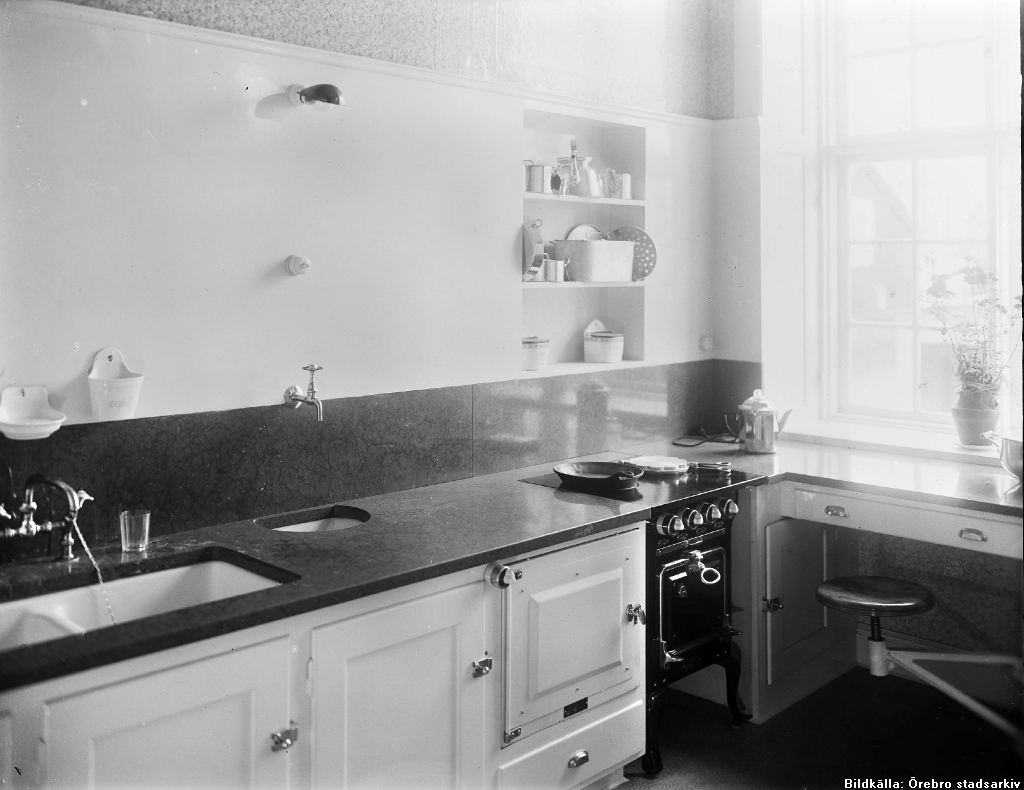
Vattenfallsstyrelsen och Motala kraft